# Füzéres juhar
A füzéres juhar (Acer spicatum) a szappanfavirágúak (Sapindales) rendjébe és a szappanfafélék (Sapindaceae) családjába tartozó faj.

## Elterjedése
Észak-Amerika keleti részén honos, hideg, nyirkos, többnyire hegyvidéki erdőkben fordul elő.

## Leírása
Terebélyes, 8 m magasra növő lombhullató kis fa vagy nagyobb bokor. Kérge szürkésbarna, sima. A levele tenyeresen osztottak, 2 cm hosszúak, 3-5 kihegyesedő, durván fogazott karéjúak. Felszínük sötét sárgászöld, feltűnően erezett, kopasz, fonákjuk pelyhes. Ősszel megsárgulnak, megpirosodnak. A virágok aprók, zöldesfehérek. Tömött, karcsú, felálló 15 cm hosszú füzérekben nyár elején nyílnak. A termése ikerlependék, termésszárnyai csaknem merőlegesek egymásra, 2,5 cm-esek.

## Képek

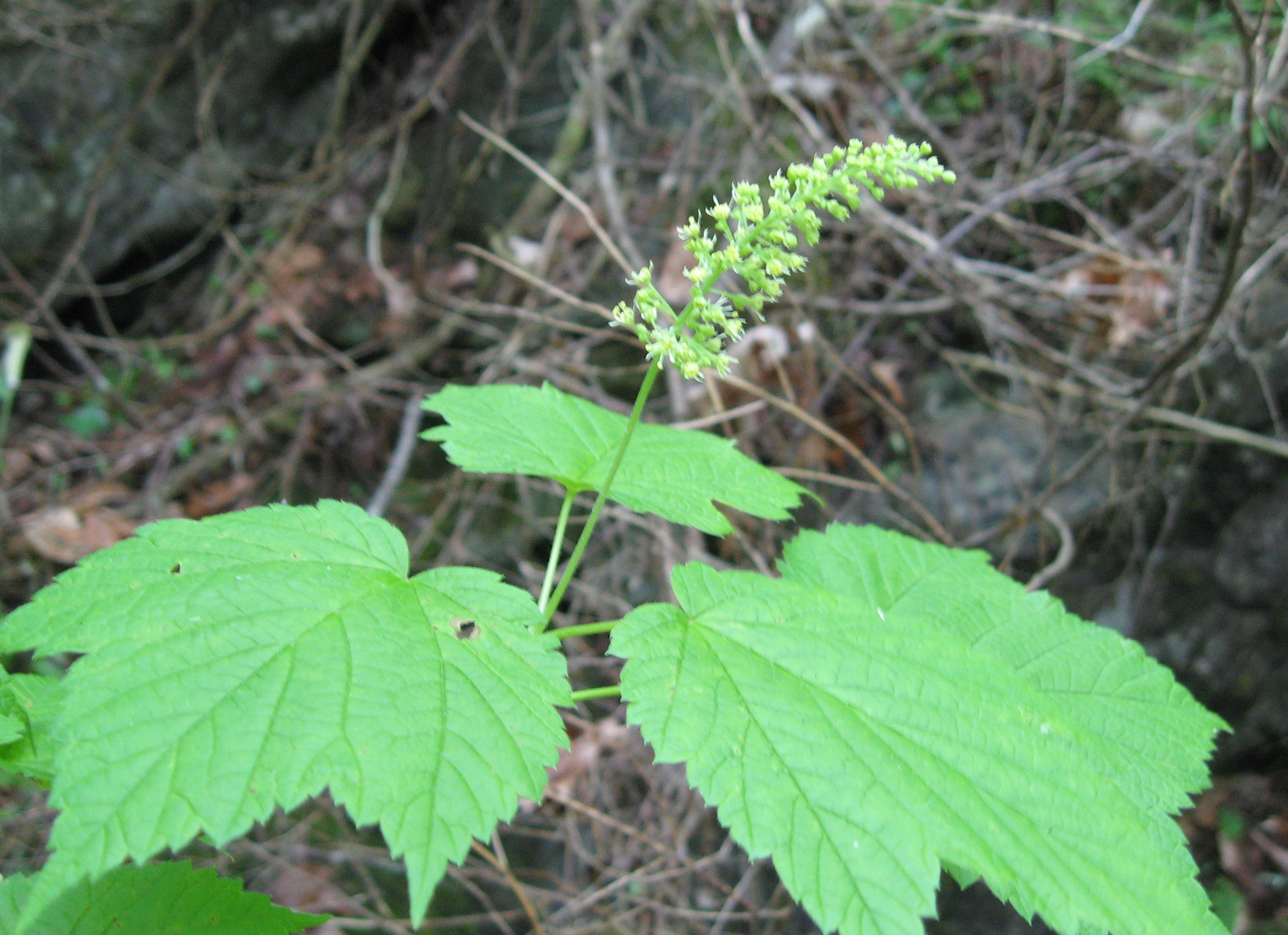
Füzéres virágzata
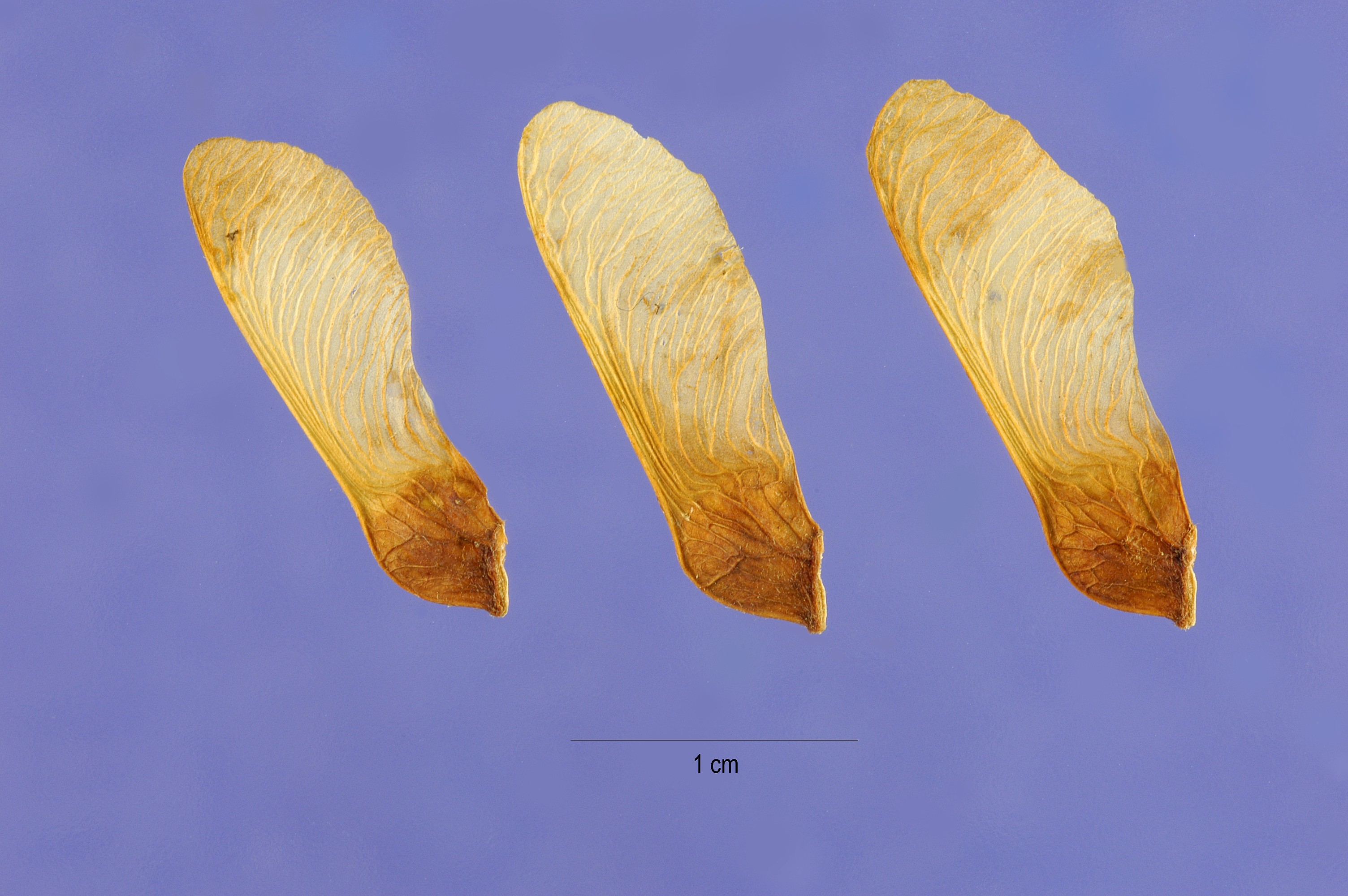
Termése
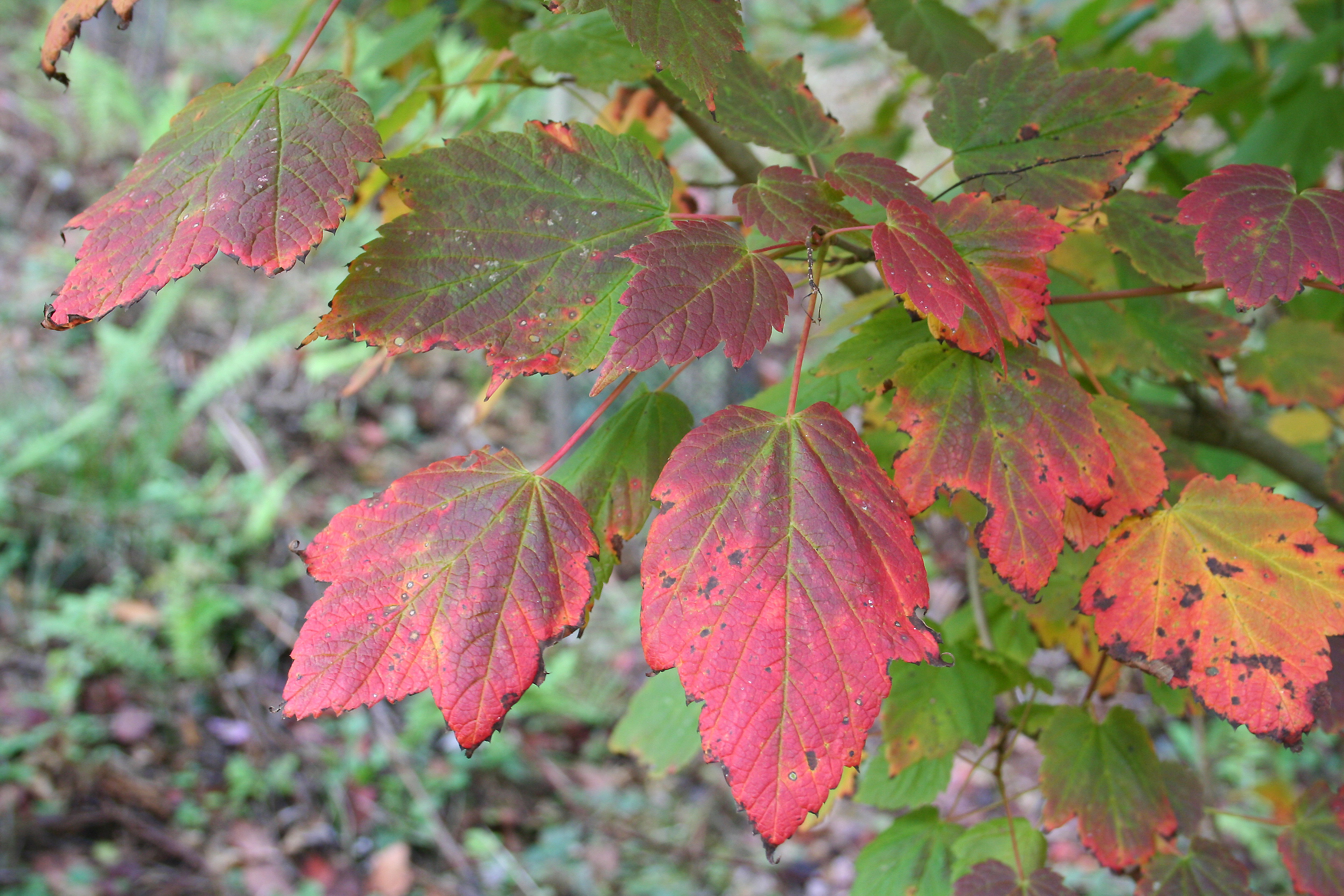
Őszi lombszíne